# Clonaria hamuligera
Clonaria hamuligera är en insektsart som först beskrevs av Schulthess 1898.  Clonaria hamuligera ingår i släktet Clonaria och familjen Diapheromeridae. Inga underarter finns listade i Catalogue of Life.